# بری لوپز
بری لوپز (انگلیسی: Barry Lopez؛ زادهٔ ۶ ژانویهٔ ۱۹۴۵- درگذشته ٢۵ دسامبر ٢٠٢٠) نویسنده و پدیدآور اهل ایالات متحده آمریکا بود.

بری لوپز در پورت چستر نیویورک متولد شد و در کالیفرنیای جنوبی و نیویورک بزرگ شد. او تحصیلات دانشگاهی خود را در دانشگاه نوتردام آغاز کرد و سپس در دانشگاه نیویورک و دانشگاه اورگن نیز تحصیل کرد. اولین آثار او در سال ۱۹۶۶ منتشر شد. وی در داستان‌های خود به مسائلی چون ارتباط عاشقانه، فلسفه اخلاق و هویت می‌پردازد.
او همچنین برنده جوایزی هم‌چون جایزهٔ ملی کتاب آمریکا در بخش غیرداستانی و کمک‌هزینهٔ تحصیلی گوگنهام برای هنرهای خلاقانه شد.